# اعتراضات ۱۳۹۷ کازرون
ناآرامی‌های ۱۳۹۷ کازرون به درگیری بین مردم کازرون با نیروهای امنیتی و ضد شورش کازرون در روزهای ۲۷ اردیبهشت به بعد گفته می‌شود.

## پیشینه
پیشینه اعتراضات مردم کازرون، به موضوع تجزیه این شهرستان و تشکیل شهرستان جدید به نام «کوه چنار» برمی‌گردد. اعتراضات نسبت به تقسیم شهرستان کازرون از تابستان سال ۱۳۹۶ پس از مطرح‌شدن مسئله جدایی بخش‌هایی از شهرستان کازرون و تبدیل بخش‌های کوهمره و چنارشاهیجان به شهرستان جدیدی به نام کوه چنار آغاز شد. سایت خبری «کازرون نما» در تاریخ ۱۰ مرداد ۱۳۹۶ به نقل از حسین رضازاده، نماینده مردم کازرون در مجلس، خبر ارائه پیشنهاد تشکیل شهرستان کوه چنار با جداشدن دو بخش از شهرستان کازرون را تأیید کرده و متن پیغام او را منتشر کرده بود. در این پیغام آمده‌است: 
از اینکه موضوع شهرستان شدن بخش‌های کوهمره و چنارشاهیجان باعث نگرانی و ناراحتی بعضی از همشریان عزیز شده از صمیم قلب عذرخواهی می‌کنم. هدف خوشحالی همشهریان عزیز بود چراکه این موضوع قاعدتاً و ذاتاً خوشحالی به دنبال دارد ولی نمی‌دانم چرا بعضی از دوستان نگران شدند زیرا دوستان گرامی انسان‌های فهیم و فرهیخته‌ای هستند. به نظر می‌رسد نگرانی آنها از جهت «امام‌زاده سیدحسین» و «بیشابور» است که این‌جای نگرانی ندارد چون شهرستان پشنهادی که خواست عمومی دو بخش است شامل محدوده جغرافیایی این دو بخش می‌گردد؛ لذا ضمن اینکه این دو مکان در هر بخش و شهرستانی واقع شوند جزء کشور عزیز اسلامی ایران است و برای همه قابل احترام خواهد بود، شهرستان پیشنهادی شامل این دو مکان نیست.
با ادامه یافتن اعتراضات در ۲۷ فروردین ۱۳۹۷ مردم در میدان اصلی شهر تجمع کردند و فعالیت‌های حوزه علمیه، بازاریان، اصناف و فرهنگیان این شهر نیز به نشانه اعتراض نسبت به تقسیم شهرستان کازرون به حالت تعطیل درآمد. این تجمع با سخنرانی محمد خرسند امام جمعه کازرون مبنی بر حفظ هویت تاریخی، وحدت و یکپارچگی شهرستان همراه شد. امام جمعه کازرون در این سخنرانی مدعی «عدم شفافیت طرح تقسیم کازرون و در نظر نگرفتن نظر کارشناسی» در این باره شد. همچنین تجمع‌کنندگان با قرائت قطع‌نامه‌ای بر حفظ وحدت، هویت تاریخی و فرهنگی شهرستان تأکید کردند.
بهرام پارسایی، نماینده شیراز در مجلس ایران، اخیراً گفت: «عامل اصلی این ناآرامی‌ها همان اعتراضاتی است که به‌طور کلی در بخش‌های دیگر جامعه هم می‌بینیم و شاهدیم که مردم نسبت به وضعیت معیشتی و اقتصادی و همچنین اوضاع اشتغال اعتراض دارند و به نظر می‌رسد مردم سعی می‌کنند با اتکا به این بهانه‌ها صدای خود را به گوش مسئولان برسانند.»

## گزارش‌های مردمی
یکی از شاهدان عینی به بی‌بی‌سی گفت: «در پی اعتراضات امروز عصر چندین نفر دستگیرشده بودند و گروهی از مردم در اعتراض به این دستگیری‌ها در مقابل کلانتری شهر تجمع کردند. شلیک تیر مأموران انتظامی جو را متشنج کرد که در نهایت معترضان وارد کلانتری شدند و کلانتری را به آتش کشیدند.» کمپین حقوق بشر در ایران در توییتی نوشت که «به گزارش رسانه‌های محلی دست کم سه شهروند غیرنظامی در پی شلیک مستقیم پلیس کشته شده‌اند.»
همچنین درپی این اعتراضات سیاوش خشنودفرد هنرمند(مولف ومحقق وشاعر) به اتهام اخلال درنظم وامنیت عمومی وتبلیغ علیه نظام دستگیر و زندانی شد.

## واکنش‌های بین‌المللی
- مایک پومپئو، وزیر امور خارجه آمریکا، جمعه، ۲۸ اردیبهشت، ضمن حمایت از اعتراضات در ایران، در توییتر خود نوشته‌است، کشته شدن سه نفر در اعتراضات در کازرون در استان فارس و قطع اینترنت بیانگر ماهیت واقعی حکومت ایران است.[۵]
- مارکو روبیو، سناتور جمهوری‌خواه از ایالت فلوریدا، نیز در توییتی با تأیید سخنان وزیر خارجه آمریکا خواستار توجه رسانه‌های بین‌المللی در پوشش اخبار کازرون شده‌است.[۵]